# Fabián Chávez
Sergio Fabián Chávez Sandoval (né le 21 avril 1989 à Monterrey) est un acteur et chanteur mexicain.

## Biographie
Ses débuts ont été à la radio sur Mty. N.L. à 6 ans, à 8 ans, il dirige l'émission de légendaire rock Regiomontane "Unveiled", en même temps qu'il diffuse les émissions "Trendy and beaucoup plus" et "With class", également un modèle de passerelle à l'époque , puis ils le cherchent pour faire le doublage avec Walt Disney dans la série "Lloyd in space" où il a fait la voix du protagoniste du dessin animé,
En 2002, après un casting contre 7 500 enfants du Mexique, de Guadalajara et de Monterrey, il est sélectionné pour jouer dans le feuilleton Cómplices à la rescousse. Ses professeurs de théâtre étaient l'actrice Adriana Barraza, nommée aux Oscars, l'acteur et réalisateur Salvador Sánchez et l'acteur Alejandro Aragon. À la fin du roman, ils se produisent en concert dans toute la République.
Vainqueur en 2015 de la plus haute distinction dans l'industrie télévisuelle de langue espagnole, "INTE Awards", révélation par intérim.
Fabián enregistre un disque sous la production de Jorge Avendaño, sous le label EMI Music, et a visité avec sa musique certains pays d’Amérique centrale. Peu de temps après, il dirige l'émission de téléréalité pour enfants Code F.A.M.A. 9 dans sa première et deuxième édition avec Juan Jose Ulloa. Des programmes spéciaux de Televisa tels que "Live the love" et "Teleton", et est la voix institutionnelle des enfants de Televisa, il a joué dans l'œuvre musicale "Centella" sous la direction de Rafael Banquells Jr. Il organise des événements de grande envergure et contribue à la formation de nouvelles valeurs, alors qu’il dirigeait à l’époque les événements spéciaux de la société brassicole "Corona" visitant le sud du Mexique avec le célèbre "Beach Party", recevait un appel de Televisa et revenait en tant que protagoniste en 2008, avec la série télévisée Central de Abasto, qui a été diffusée sur la chaîne XEW-TV de Televisa aux côtés de Odemaris Ruiz. Représentation spéciale dans des programmes unitaires tels que "Addictions" et "Comme dit le proverbe". Producteur et acteur de la pièce "Ils ont lancé le Cholo" et produit, écrit, dirige et joue actuellement la pièce "Plus Poison ... Impossible" où 6 acteurs jouent des femmes dans une mise en scène comique. Produit et dirige des œuvres pour enfants "Pure stories" et "Catrina", cette dernière également adaptée dans sa version pour adultes intitulée "The CATRINA sucked". Il a également été directeur de scène de Code F.A.M.A. «La plupart des Chido» (programme spécial le samedi), «El Ochito» Miguel Galindo (clip vidéo), «Mon Linda Anabella» (programme pilote), «Un souhait pour Vico» («Long métrage»), «Il m'aime, il ne m'aime pas» (Programme pilote) et "je t'aimerai pour toujours" Sangre Felina (Asit. Direction)
Producteur et directeur musical de "Las Muñequitas", "Jouets", "Le Club de l'Italien", "Magic Star", "Dulcyfiesta", "Animations Angye" et "AFCircus", en plus de la création de courts métrages et d'ouvertures de spectacles.
Directeur de sa compagnie de spectacles, théâtre, cinéma et télévision. «PHASE Productions».
Lauréat du State Youth Award 2013 pour sa carrière.
Créateur et directeur de «Improvisacciones» en coordination avec le gouvernement de l'État de Nuevo León et l'Institut d'État de la jeunesse
Maître de développement et de déplacement de paysages dans des ateliers spéciaux et dans des écoles telles que: Expression (De Carlos Espejel), Institut FAMA, Ferrer Art School, PHASE Acting School, Spectacular Studio et Talent Factory Mx.

## Discographie
- 2003 : Fabián 1
- 2003 : Fabián 2
- 2004 : Fabián

## Filmographie
- 2002 : Cómplices al rescate (Televisa) : Joaquin Olmos

```
Central de Abasto
 : Fabián
```